# Нестанци српских новинара на Косову и Метохији
Од августа 1998. до септембра 2000. најмање седам српских новинара је нестало и верује се да су убијени на Косову и Метохији, током и након рата на Косову и Метохији (1998—1999). Претпоставља се да су починиоци били припадници Ослободилачке војске Косова (ОВК), али није било осуђујућих пресуда.
- Ранко Перенић (рођен 25. септембра 1958. у Липљану) и Ђуро Славуј (рођен 24. децембра 1962. у Двору на Уни) били су новинари РТВ Приштина који су нестали 21. августа 1998. Раније тог дана кренули су у манастир Зочиште ради прикупљања информација о ослобођеним православним монасима које је киднаповала ОВК. Последњи пут су виђени у Великој Хочи одакле су требали да крену ка Зочишту, али су погрешно скренули ка Ораховцу, који је био под контролом ОВК. Аутомобил којим су се возили, плава Застава 128, никада није пронађен. [1] Они су били први Срби који су радили за медије који су нестали током сукоба.[2]
- Љубомир Кнежевић (рођен 25. маја 1939. у Улцињу) био је новинар приштинског листа Јединство и дописник београдског листа Политика. Нестао је 6. маја 1999. године код Вучитрна у подножју Чичавице. За његов нестанак осумњичен је Беким Шути „Нику”, командант ОВК у оперативној зони Шаља. Сматра се да је Кнежевића киднаповала Шутијева јединица и одвела у свој штаб у село Ошљане, где је мучен и убијен.[1] У документима полиције помињу се два могућа починиоца и још девет осумњичених, али косовска полиција није саслушала ниједног од њих.[3]
- Александар Симовић (рођен 1. октобра 1968. у Призрену) је био новинар и преводилац који је нестао 21. августа 1999. у Приштини. Део његових посмртних остатака пронађен је у селу Горње Обриње код Глоговца. Његова породица није добила никакве званичне информације о истрази и оптуженима у случају.[1]
- Марјан Мелонаши (рођен 3. јула 1976. у Приштини) био је извештач српске редакције Радија Косово који је нестао 9. септембра 2000. у Приштини. Према речима његове породице, последњи пут је виђен како улази у такси испред канцеларије.[1] Тек 2005. косовска полиција је показала интересовање за случај и унела сведочења у своју базу података, а затим затворила случај.[3] Полиција није истражила ни његову кућу ни радно место.[3] Верује се да је убиство било политички мотивисано.[3]
- Момир Стокућа (рођен 2. октобра 1949. у Београду) је био фоторепортер, за којег је пријављено Политици да је нестао 21. септембра 1999. у својој породичној кући у центру Приштине, улица Ђуре Јакшића 15. Његова породица није добила никакве званичне информације о истрази.[1]
- Мило Буљевић, радник РТС у Приштини, према сведочењу очевидаца, отет је 25. јуна 1999. у Приштини од стране мушкараца у униформама ОВК.[3]

Удружење новинара Србије је затражио од ЕУЛЕКС-а, УНМИК-а, Косовске полиције, Тужилаштва за ратне злочине и Суда за ратне злочине да покрену и обнове истраге и јавне кампање како би подстакли појединце да говоре. Знакови који позивају на информације о случајевима су уништени када су постављени. Од децембра 2017. од 14 случајева, тужилаштво Косова истражује седам, а три је требало да буду предата ЕУЛЕКС-у. 